# Hunter House (South Lanarkshire)

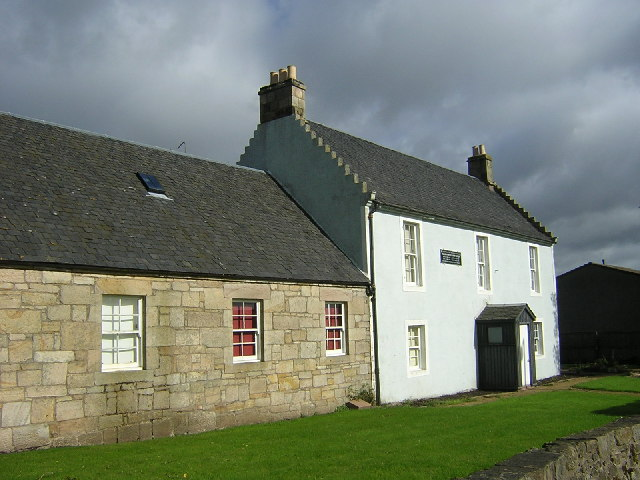
Hunter House

Das Hunter House ist ein Wohngebäude in der schottischen Stadt East Kilbride in der Council Area South Lanarkshire. 1963 wurde das Bauwerk in die schottischen Denkmallisten in der höchsten Denkmalkategorie A aufgenommen.

## Geschichte
Der Vater der Mediziner William Hunter und John Hunter, ein erfolgreicher Getreidehändler aus Glasgow, erwarb im Jahre 1717 das rund 30 Hektar umfassende Anwesen Long Calderwood, das heute vollständig von der Stadt East Kilbride überbaut ist. Das Gebäude wurde im frühen 18. Jahrhundert erbaut und rund 100 Jahre später überarbeitet. Es ist das Geburtshaus von William und John Hunter. 1996 wurde in Hunter House ein Museum über das Brüderpaar eingerichtet. Auf Grund von Budgetkürzungen musste das Hunter House Museum 2011 schließen. Die Gemeinde der Calderwood Baptist Church erwarb das Gebäude im November desselben Jahres. Sie richtete dort Tagungsräume sowie ein Café ein.

## Beschreibung
Das zweistöckige Gebäude steht an der Maxwellton Road im Nordosten von East Kilbride. Die Harl-verputzte, südexponierte Frontseite ist drei Achsen weit. Mittig findet sich der Eingangsbereich in einem kleinen hölzernen Vorbau. Im Obergeschoss ist zwischen den zwölfteiligen Sprossenfenstern eine Gedenkplatte eingelassen, die Hunter House als Geburtshaus der Hunter-Brüder ausweist. Die Rückseite ist hingegen unregelmäßig gestaltet. Ein kleiner Kreuzgiebel trägt ein blindes Ochsenauge.
Links schließt sich ein einstöckiger Anbau aus dem 19. Jahrhundert an. Sein Mauerwerk besteht aus grob zu ungleichmäßigen Quadern geformtem Bruchstein. An der Gebäuderückseite treten zwei Kreuzgiebel gepaarte heraus. Teilweise sind dort moderne Fenster und Türen verbaut. Die Satteldächer beider Gebäudeteile sind mit Schiefer eingedeckt.